# Keiichirō Koyama
Keiichirō Koyama (小山 慶一郎?, Koyama Keiichirō; Sagamihara, 1º maggio 1984) è un cantante e attore giapponese, leader del gruppo j-pop NEWS.
Soprannominato Keii-chan (K-chan) e Koyamacchi, è il membro più anziano del gruppo, di cui è parte fin dal 2003, dopo aver esordito nel 2001 come membro dei K.K.Kity, gruppo di supporto per i KinKi Kids sotto l'etichetta Johnny & Associates. Ha una sorella più grande.
Nel 2007 si è laureato all'università Meiji nel dipartimento di storia e geografia con una tesi in storia orientale.
Ha inoltre partecipato a vari dorama assieme ad altri membri di band ed occasionalmente a spettacoli teatrali e varietà televisivi. Conduce uno show radiofonico settimanale.

## Filmografia
- Lucky Seven SP (Fuji TV, 2013)
- Lucky Seven (Fuji TV, 2012)
- 0 Goshitsu no Kyaku (Fuji TV, 2009)
- Loss Time Life - Tsunami Kota (Fuji TV, 2008, Story 2)
- Yukan Club - Kariho Yuya (NTV, 2007, ep6)
- Hanayome wa Yakudoshi - Azuchi Jiro (TBS, 2006)
- Kurosagi - Il truffatore nero - Tanabe Satoshi (TBS, 2006, ep2)
- Ns' Aoi - Kitazawa Takeshi (Fuji TV, 2006)
- Gekidan Engimono Unlucky Days - Natsume no Mousou - Sanada (Fuji TV, 2004)
- Kanojo ga Shinjyatta (NTV, 2004)